# Protathra gigantea
Protathra gigantea är en insektsart som beskrevs av Desutter-grandcolas 1997. Protathra gigantea ingår i släktet Protathra och familjen syrsor. Inga underarter finns listade i Catalogue of Life.